# Beretinec
Beretinec falu és község Horvátországban, Varasd megyében. Közigazgatásilag  Črešnjevo és Ledinec falvak tartoznak hozzá.

## Fekvése
Varasdtól 7 km-re délnyugatra a Drávamenti-síkság szélén fekszik.

## Népessége
| Lakosok száma | 2288 | 2176 | 2049 |
|               | 2001 | 2011 | 2021 |

## Története
A falu 1920-ig Varasd vármegye Varasdi járásához tartozott, majd a Szerb-Horvát Királyság része lett. 2001-ben a községnek 2288, a falunak 1054 lakosa volt.

## Nevezetességei
- A Szent Kereszt Felmagasztalása tiszteletére szentelt kápolnája.
- A falu területén az Orešek család 19. századi nemesi udvarházának romjai találhatók, melyből mára a boltozott alagsor és a földszint egy része maradt fenn. Dragutin Antolek-Orešek özvegyétől Slava Bertićtől 1893-ban Kussi Antal vásárolta meg és saját sveti ilijai birtokához csatolta. A birtok egy részét 1899-ben Rayman Stefánia vásárolta meg és néhány év után kiárusította a helyi parasztoknak. Az épület 1963-ban már romokban állt.
- Kulturális műemlék a Koncar utca 2-es számú háza előtti oszlopon álló Pieta.[2] A bevésett felirat szerint az oszlopot J. Šinko állította 1830-ban. Minőségi munka, mely egy ismeretlen szobrászmester alkotása, aki stílusában a még mindig jelenlévő barokkhot áll közel. A Szűzanya szobrát ülő helyzetben, méltóságteljesen ábrázolja, aki nyugodt mozdulattal tartja Krisztus holttestét, amelyet kinyújtott karjaival tart és széttárt térdére fekteti.

## Külső hivatkozások
A község hivatalos oldala